# エクレア あなたに響く百合アンソロジー
『エクレア あなたに響く百合アンソロジー』（エクレア あなたにひびくゆりアンソロジー）とは、KADOKAWAより発売されている百合をテーマにしたアンソロジーコミック（書籍扱いコミックス）。

## 概要
2016年9月に月刊コミック電撃大王（KADOKAWA）の企画により制作されることが発表され、2016年11月に第1弾が発売された。
第1弾は発売直後重版と大きな話題となり、人気を受けてシリーズ化することが決定された。
第2弾以降からは、色を示すワードがタイトルに用いられている。

## 特徴
掲載作品は読み切り形式となっている。結川カズノの『雑草譚』のように話が繋がっている作品もある。
『やがて君になる』の仲谷鳰、『あの娘にキスと白百合を』の缶乃、『ご主人様と獣耳の少女メル』の伊藤ハチ、『推しが武道館いってくれたら死ぬ』の平尾アウリ、『柚子森さん』の江島絵理、『私の百合はお仕事です!』の未幡など、百合をテーマにした連載や読切が注目を集めている新進気鋭の作家を起用している。

## 第1弾 エクレア
2016年11月26日発売。カバーイラストは仲谷鳰が手がけた。

### 収録内容

#### イラスト
- のん
- 柊ゆたか
- 南方純

#### 漫画
- 仲谷鳰 『幸せは傷のかたち』
- にしお栞 『クリーンルームの涙』
- 天野しゅにんた 『人間的なエモーション』
- ハルミチヒロ 『intro.』
- 缶乃 『無職とJK』
- 伊咲ウタ 『かみゆい』
- 天乃咲哉 『箱庭のアリス』
- めきめき 『1/365のご主人様』
- カボちゃ 『2年と11か月』
- 唯野影吉 『GAME OVER』
- 川浪いずみ 『私のかわいいクソ女』
- 結川カズノ 『雑草譚』
- 北尾タキ 『二人で林檎を』
- 伊藤ハチ 『うさぎのベルとオオカミさん』
- タカダフミ子 『キミのジンクス』
- 平尾アウリ 『私のアイドル』

## 第2弾 エクレア blanche
2017年6月26日発売。「blanche」は「白」であり、女性同士がそれぞれに持つ純白な思いを表している。カバーイラストはフライが手がけた。

### 収録内容

#### イラスト
- U35
- のん
- 柊ゆたか

#### 漫画
- フライ 『花に嵐』
- むっしゅ 『幸せの黄色いひよこ』
- 仲谷鳰 『いつだって横顔』
- 結川カズノ 『つつじ辻』
- 伊藤ハチ 『ことりとブラシェール』
- 奥たまむし 『ソフレ進化形』
- 唯野影吉 『わたししかしらない。』
- 缶乃 『無職とJK』
- カボちゃ 『もう夏は来ないけれど』
- タカダフミ子 『私のママ』
- 天野しゅにんた 『宇宙で一番可愛い女の子』
- 川浪いずみ 『卒業ピアス』
- 北尾タキ 『週休5日の姫と騎士』
- 伊咲ウタ 『ミシン』
- 江島絵理 『秘密にさせて』
- 平尾アウリ 『内緒シェアリング』

## 第3弾 エクレア bleue
2018年1月26日発売。「bleue」は「青」であり、少女たちの澄み渡る心を表している。カバーイラストはU35が手がけた。

### 収録内容

#### イラスト
- ひびき玲音
- のん
- 柊ゆたか

#### 漫画
- U35 『ブルーライン』
- 缶乃 『無職とJK』
- 未幡 『運命の私』
- 仲谷鳰 『こみみけーしょん』
- むっしゅ 『少女Ｓの行方』
- 文尾文 『未完成のプロローグ』
- 奥たまむし 『おっぱいいっぱいの幸せ』
- 結川カズノ 『藪の城』
- フライ 『その先の平行線』
- 唯野影吉 『目を開いて』
- カボちゃ 『たそがれ時のこと』
- 天野しゅにんた 『毀損姉妹』
- 北尾タキ 『サトと泪と女と女』
- ヒロイチ 『恋色ドロップス』
- 伊藤ハチ 『コンプレックスは終わらない』
- 平尾アウリ 『百合漫画をつくろう！』

## 第4弾 エクレア rouge
2018年9月27日発売。「rouge」は、「女性が女性に抱く感情は、時に静かに、特に激しく熱く揺らめく。それはまるで炎のように──。」というコンセプトである。カバーイラストは結川カズノが手がけた。

### 収録内容

#### イラスト
- フライ
- 柊ゆたか
- U35

#### 漫画
- 結川カズノ 『名も無き花へ』
- むっしゅ 『sub rosa』
- 缶乃 『無職とJK』
- カボちゃ 『はじめまして、久しぶり』
- 仲谷鳰 『わたしカスタムメイド』
- 古鉢るか 『百の出合いより。』
- 伊藤ハチ 『乙女の囀りと目覚め』
- 桐山はるか 『塵も積もれば愛となる』
- 唯野影吉 『あわせたら最後』
- ヒロイチ 『どん底の恋わずらい』
- 北尾タキ 『レジェンドと新人と私』
- 文尾文 『好きの先にある』
- 天野しゅにんた 『あたし、かのじょ、ともだち』
- 森島明子 『彼女のボタンをはずすとき』
- 平尾アウリ 『VTuberになろう！』

## 第5弾 エクレア orange
2019年11月27日発売。「orange」は、「太陽のような、あなた。あなたがくれる光は眩しいほどの輝き。そして、包み込むようなあたたかさ──。」というコンセプトである。カバーイラストは仲谷鳰が手がけた。

### 収録内容

#### イラスト
- U35
- 黒田bb

#### 漫画
- 仲谷鳰 『ダブルベット』
- 竹葉久美子 『陽炎のうた』
- 宮原都 『切れない距離』
- あらた伊里 『ティアドロップス』
- 原百合子 『52ヘルツの鯨』
- むっしゅ 『ちゃんと見てって話』
- 伊藤ハチ 『イヴの約束』
- 古鉢るか 『たゆたうくちびる』
- 北尾タキ 『お帰りください』
- 文尾文 『これまでとこれからの間』
- 結川カズノ 『新しい星』
- 缶乃 『無職とJK』
- カボちゃ 『私たちの交点』
- 川浪いずみ 『帰ってきたクソ女』
- 桐山はるか 『不器用たちに幸あれ』
- 平尾アウリ 『かれんちゃんマスター』

## 書誌情報
- 『エクレア あなたに響く百合アンソロジー』 KADOKAWA 2016年11月26日発売[6] ISBN 978-4-04-892432-0
- 『エクレア blanche あなたに響く百合アンソロジー』 KADOKAWA 2017年6月26日発売[7] ISBN 978-4-04-892913-4
- 『エクレア bleue あなたに響く百合アンソロジー』 KADOKAWA 2018年1月26日発売[9] ISBN 978-4-04-893559-3
- 『エクレア rouge あなたに響く百合アンソロジー』 KADOKAWA 2018年9月27日発売[11] ISBN 978-4-04-912048-6
- 『エクレア orange あなたに響く百合アンソロジー』 KADOKAWA 2019年11月27日発売[14] ISBN 978-4-04-912866-6

### 短編集
- 北尾タキ 『エクレアSpecial 好きなのは女の子 北尾タキ百合作品傑作選』 KADOKAWA 2018年12月25日発売[17] ISBN 978-4-04-912239-8
  - 北尾が個人で発表してきた作品の中から百合作品を集めた短編集[18]。
- 仲谷鳰 『仲谷鳰短編集 さよならオルタ』 KADOKAWA 2018年12月25日発売[19] ISBN 978-4-04-913027-0
  - エクレアに掲載された『幸せは傷のかたち』『いつだって横顔』『こみみけーしょん』『わたしカスタムメイド』『ダブルベッド』を含む、計9作品が収録されている[20]。
- 結川カズノ 『エクレアSpecial 雑草譚 結川カズノ百合作品傑作選』 KADOKAWA 2020年3月26日発売[21] ISBN 978-4-04-913108-6
  - エクレアに掲載された『雑草譚』『つつじ辻』『藪の城』『名もなき花へ[注 1]』の計4話からなる連作シリーズが収録されている[4]。